# Nicolás Tagliafico
Nicolás Alejandro Tagliafico (ur. 31 sierpnia 1992 w Rafael Calzada) – argentyński piłkarz pochodzenia włoskiego, występujący na pozycji obrońcy we francuskim klubie Olympique Lyon oraz w reprezentacji Argentyny.

## Kariera klubowa
Tagliafico pochodzi z miejscowości Rafael Calzada w aglomeracji stołecznego Buenos Aires. Jest najmłodszym z czwórki rodzeństwa. Treningi piłkarskie rozpoczynał w lokalnej ekipie CA Social Villa Calzada, jednak w bardzo młodym wieku dołączył do akademii juniorskiej klubu CA Banfield (trenowali w niej również jego dwaj starsi bracia). Przeszedł w niej wszystkie szczeble wiekowe i jako osiemnastolatek zaczął być włączany do treningów pierwszej drużyny przez trenera Julio Césara Falcioniego. W argentyńskiej Primera División zadebiutował dopiero kilka miesięcy później za kadencji szkoleniowca Sebastiána Méndeza, 11 marca 2011 w wygranym 2:1 spotkaniu z Tigre. Szybko wywalczył sobie niepodważalne miejsce w wyjściowym składzie, będąc jednym z bardziej obiecujących graczy ligi (kilkakrotnie określano go następcą Javiera Zanettiego). Premierowego gola w najwyższej klasie rozgrywkowej strzelił 22 kwietnia 2012 w zremisowanej 1:1 konfrontacji z San Lorenzo, lecz na koniec sezonu spadł z Banfield do drugiej ligi.
W sierpniu 2012 – bezpośrednio po relegacji Banfield – Tagliafico na zasadzie wypożyczenia dołączył do hiszpańskiego drugoligowca Real Murcia. Tam spędził rok, głównie w roli podstawowego zawodnika i w sezonie 2012/2013 zajął z ekipą dziewiętnaste, spadkowe miejsce w tabeli (ostatecznie drużyna utrzymała się w Segunda División dzięki nieotrzymaniu licencji przez Guadalajarę). Po powrocie do Banfield – w sezonie 2013/2014 – jako filar drużyny prowadzonej przez Matíasa Almeydę poprowadził ją do triumfu w rozgrywkach Primera B Nacional i awansu z powrotem na najwyższy szczebel rozgrywek. W pierwszej lidze występował jeszcze w swojej macierzystej ekipie przez pół roku, a ogółem barwy Banfield reprezentował przez trzy lata, bez poważniejszych osiągnięć.
W lutym 2015 Tagliafico za sumę trzech milionów dolarów przeszedł do stołecznego CA Independiente (klub ten wykupił ponad połowę praw do jego karty zawodniczej, pozostałą część nabył w czerwcu 2016 za 500 tysięcy dolarów). Od razu został podstawowym lewym obrońcą zespołu i kontynuował dobrą passę, będąc czołowym bocznym defensorem ligi argentyńskiej. Imponował wydolnością, zaangażowaniem, pracowitością i umiejętnościami przywódczymi – w marcu 2017 został mianowany przez trenera Ariela Holana kapitanem drużyny (po odejściu Víctora Cuesty). W 2017 roku triumfował z Independiente w drugich co do ważności rozgrywkach Ameryki Południowej – Copa Sudamericana (odpowiedniku Ligi Europy). Znalazł się również w najlepszej jedenastce południowoamerykańskiego kontynentu (Equipo Ideal de América) w oficjalnym plebiscycie dziennika „El País”. Łącznie w Independiete występował przez trzy lata.
W styczniu 2018 Tagliafico za cztery miliony euro przeniósł się do holenderskiego AFC Ajax, podpisując z ekipą z Amsterdamu czteroipółletni kontrakt.
23 lipca 2022 przeszedł za 4,2 mln do Olympique Lyon, podpisując trzyletnią umowę z francuskim klubem.

## Kariera reprezentacyjna
W październiku 2007 Tagliafico został powołany przez Jorge Theilera do reprezentacji Argentyny U-15 na Mistrzostwa Ameryki Południowej U-15. Na brazylijskich boiskach był głównie rezerwowym zawodnikiem i rozegrał tylko dwa z siedmiu możliwych meczów (obydwa w wyjściowym składzie), zaś jego kadra zajęła ostatecznie trzecie miejsce w rozgrywkach.
W kwietniu 2009 Tagliafico znalazł się w ogłoszonym przez José Luisa Browna składzie reprezentacji Argentyny U-17 na Mistrzostwa Ameryki Południowej U-17. Tam wystąpił w trzech z pięciu spotkań (we wszystkich z nich w wyjściowej jedenastce) i dotarł ze swoją drużyną do finału, ulegając w nim jednak po serii rzutów karnych odwiecznemu rywalowi – Brazylii (2:2, 5:6 k). Sześć miesięcy później wziął udział w Mistrzostwach Świata U-17 w Nigerii; podczas juniorskiego mundialu również nieregularnie pojawiał się na boiskach i zanotował dwa występy (z czego jeden w pierwszym składzie) na cztery możliwe. Argentyńczycy odpadli natomiast z turnieju w 1/8 finału po porażce z Kolumbią (2:3).
W styczniu 2011 Tagliafico został powołany przez Waltera Perazzo do reprezentacji Argentyny U-20 na Mistrzostwa Ameryki Południowej U-20. Podczas turnieju rozgrywanego w Peru zagrał w siedmiu z dziewięciu możliwych meczów (we wszystkich w podstawowym składzie), strzelił gola w pojedynku rundy finałowej z Chile (3:2) i zajął z drużyną narodową trzecie miejsce w rozgrywkach. Po upływie pół roku znalazł się w składzie na Mistrzostwa Świata U-20 w Kolumbii, gdzie miał niepodważalne miejsce w linii defensywy – wystąpił w pełnym wymiarze czasowym we wszystkich pięciu spotkaniach, współtworząc drużynę z graczami takimi jak Erik Lamela, Juan Iturbe czy Facundo Ferreyra. Argentyńczycy zakończyli swój udział w młodzieżowym mundialu na ćwierćfinale, ulegając po serii rzutów karnych Portugalii (0:0, 4:5 k). Tagliafico przestrzelił wówczas decydującą jedenastkę.
W seniorskiej reprezentacji Argentyny Tagliafico zadebiutował za kadencji selekcjonera Jorge Sampaolego, 9 czerwca 2017 w wygranym 1:0 meczu towarzyskim z Brazylią.

## Sukcesy

### Independiente
- Copa Sudamericana: 2017

### AFC Ajax
- Mistrzostwo Holandii: 2018/2019, 2020/2021, 2021/2022
- Puchar Holandii: 2018/2019, 2020/2021

### Reprezentacyjne
- Copa América: 2021
- 3. miejsce na Copa América: 2019
- Mistrzostwo Świata: 2022